# 许恒身
许恒身，浙江仁和（今浙江杭州）人，是一名清朝政治人物。
许恒身曾于1876年接替周邦庆任嘉定县知县一职，1878年由陶甄接任。